# Noblesse du Saint-Empire

Armoriale du Saint-Empire

La Noblesse du Saint-Empire (allemand: Adel des Heiligen Römischen Reiches) était sous le Saint-Empire romain germanique, l’ensemble des nobles ayant reçu un titre de noblesse de l'empereur du Saint-Empire, et qui conférait à ses membres, de nombreux privilèges dont l’immédiateté impériale (c'est-à-dire qui ne répondaient qu’à l’empereur en personne); à différencier de la noblesse médiate (ou noblesse ordinaire) qui, elle était subordonnée aux suzerains des différents États de l’empire. Les titres de noblesse du Saint-Empire (ou dit «noblesse impériale») étaient: noble (Edelfreï), chevalier (Reichsritter), baron (Reichsfreiherr), comte (Reischgraf) et prince (Reichfürst). De par le prestige de ces titres, ils avaient le privilège de préséance sur toute autre noblesse dans le Saint-Empire romain germanique ainsi qu’une voix au sein de la Diète d'Empire. La noblesse du Saint-Empire disparut en 1806 avec la chute du Saint-Empire romain germanique, elle fut ensuite incorporée dans les monarchies actuelles (Pays-Bas, Belgique, Luxembourg, Danemark, etc.) en continuant à porter «et du Saint-Empire» avec leur nom.

## Histoire

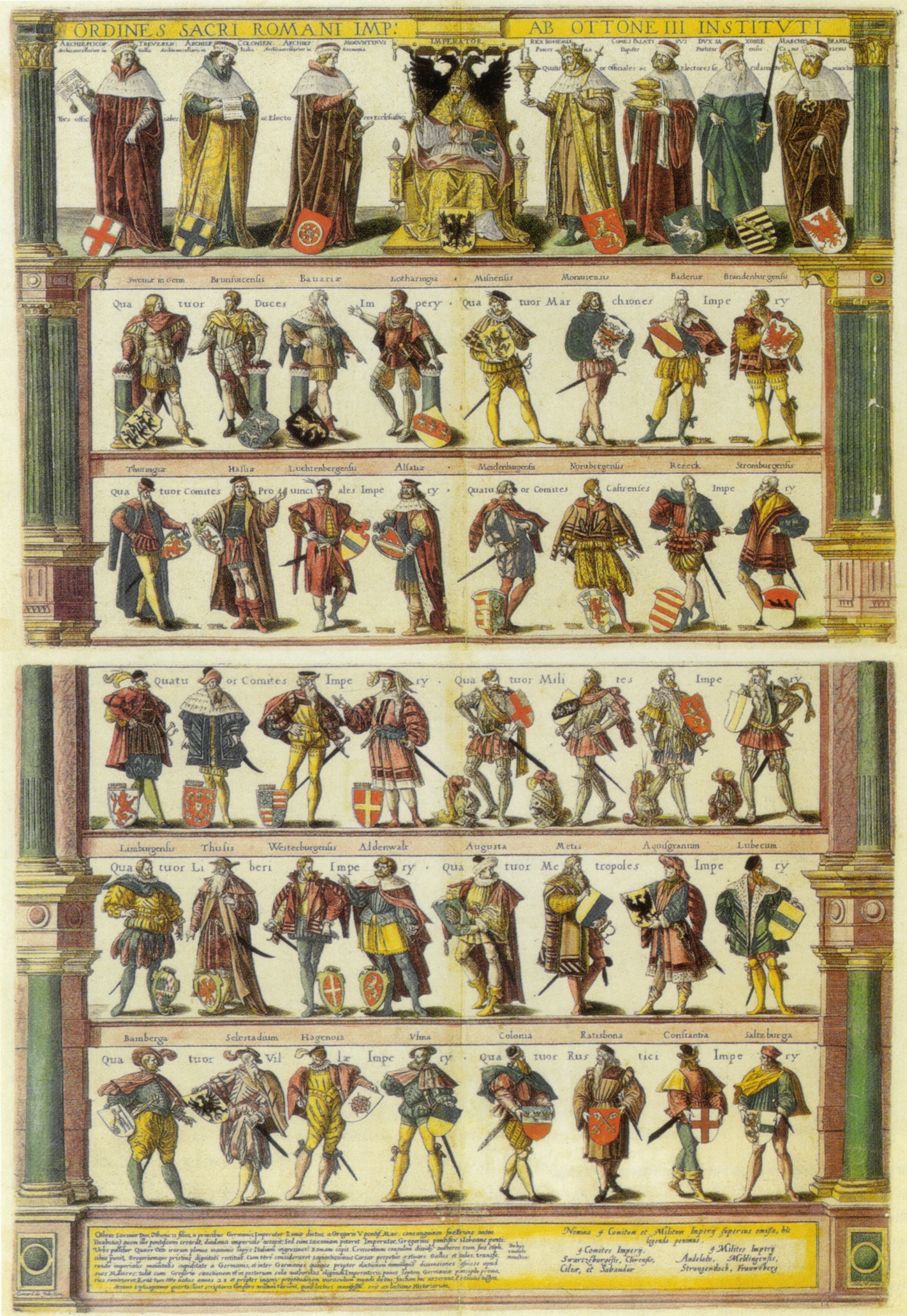
États impériaux, gravure de 1606.

L’histoire de la noblesse impériale débute le 10 janvier 1356 avec la promulgation de la Bulle d’or, au XIIe siècle déjà, les duchés sont constitués principalement de comtés bailliages et possessions terriennes, la taille du territoire possédé et administré directement s’agrandissant avec l’acquisition du plus grand nombre possible de comtés. Comme le duc use du droit régalien de dévolution, il peut s’adjuger et conserver les biens de familles nobles éteintes. Les ministériales venant de la servitude sont pour lui des vassaux appropriés pour administrer et défendre les territoires nouvellement acquis. Leurs château deviennent centre administratifs sur le territoire ducal. Sous l’Empereur Frédéric Ier du Saint-Empire, se développe à partir du droit féodal «l’ordonnancement héraldique» qui fixe le rang dans la hiérarchie féodale. En tête vient le roi, lui seul a des vassaux sans être vassal lui-même. À sa suite on trouve les Princes du Saint-Empire ecclésiastiques et laïques, séparés en deux armoniaux, sur le quatrième armorial les comtes et barons, sur les deux derniers les «ministériales» et les «hommes au service», lesquels reçoivent vent des fiefs sans pouvoir en octroyer.
Au plus haut niveau de l’Empire se situent les princes-électeurs, ils sont au nombre de sept d’après la Bulle d’or de 1356. Il y a d’abord les trois princes-électeurs ecclésiastiques à la tête des Électorats: Électorat de Mayence, Électorat de Trèves et Électorat de Cologne. Ensuite vient les quatre princes laïques à la tête du: Royaume de Bohême, Palatinat du Rhin, Duché de Saxe-Wittemberg et Marche de Brandebourg. À la fin du Moyen Âge, la communauté chevaleresque se scinde en haute noblesse (en allemand : «Hochadel»)  et basse noblesse (en allemand : «Nieder Adel»). Elle se distinguent juridiquement par le rang, mais sans perdre la conscience d’une appartenance commune à la classe noble. Appartiennent dorénavant à la haute noblesse uniquement les princes et les comtes du Saint-Empire tandis que les chevaliers du Saint-Empire, malgré leur inféodation directe à l’Empereur comptent parmi la petite noblesse terrienne. En 1422, la chevalerie du Saint-Empire a obtenu sa reconnaissance en tant que chevalerie libre et immédiate du Saint-Empire.
En 1648, le Traités de Westphalie renforcèrent considérablement l'immédiateté impériale en proclamant que tout territoire immédiat a, chez lui, la supériorité territoriale; ce qui faisait de ces territoires des quasi Etat indépendant. Le Saint-Empire se trouva morcelé et l'autorité de l'empereur affaiblie.

### Organes et institutions

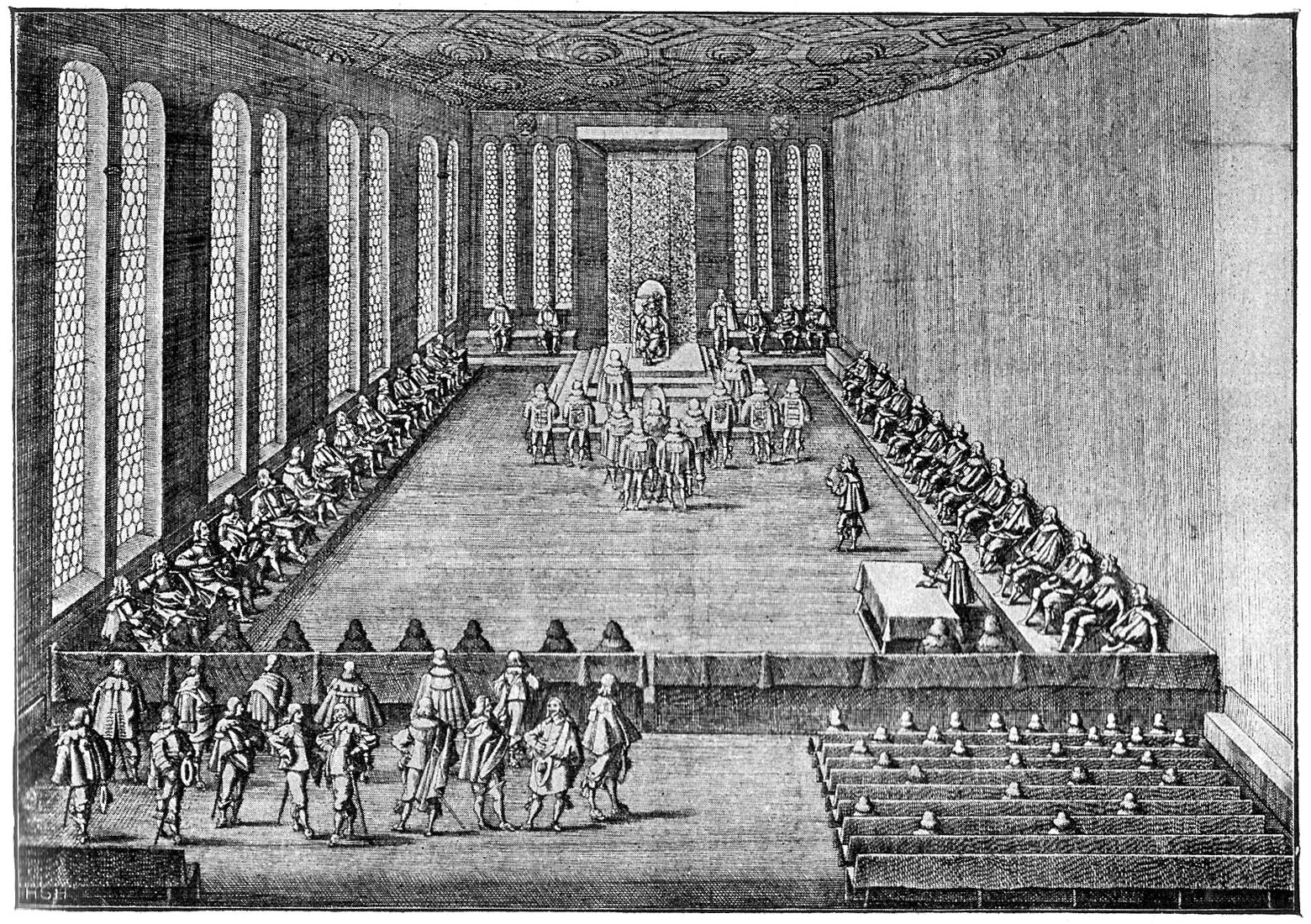
La diète impériale à Ratisbonne en 1640.

- Diète impériale (en allemand : «Reichstag»): elle était un organe de délibération du Saint-Empire romain germanique. Ce n'était pas un corps législatif au sens contemporain comme on pourrait dire d’un parlement; ses membres l'envisageaient davantage comme un conseil central où il était plus important de négocier que de décider. Ses membres étaient les États impériaux, divisés en trois collèges: le Collège des Princes-Électeurs (Kurfürstenkollegium), le Collège des Villes d'Empire (Reichsstädtekollegium) et le Conseil des Princes d'Empire (Reichsfürstenrat)[5]. Alors que tous les domaines avaient droit à un siège et à un vote, les princes-électeurs, les princes du Saint-Empire et les princes-évêques disposent chacun d'une voix[N 3]. Les comtes du Saint-Empire sont par contre réunis en quatre collèges : le banc de Westphalie, le banc de Vettéravie, le banc de Franconie et le banc de Souabe, qui disposent chacun d’une voix collective[N 4]. Les villes d'Empire[N 5]forment deux collèges : le banc du Rhin et le banc de Souabe[6].

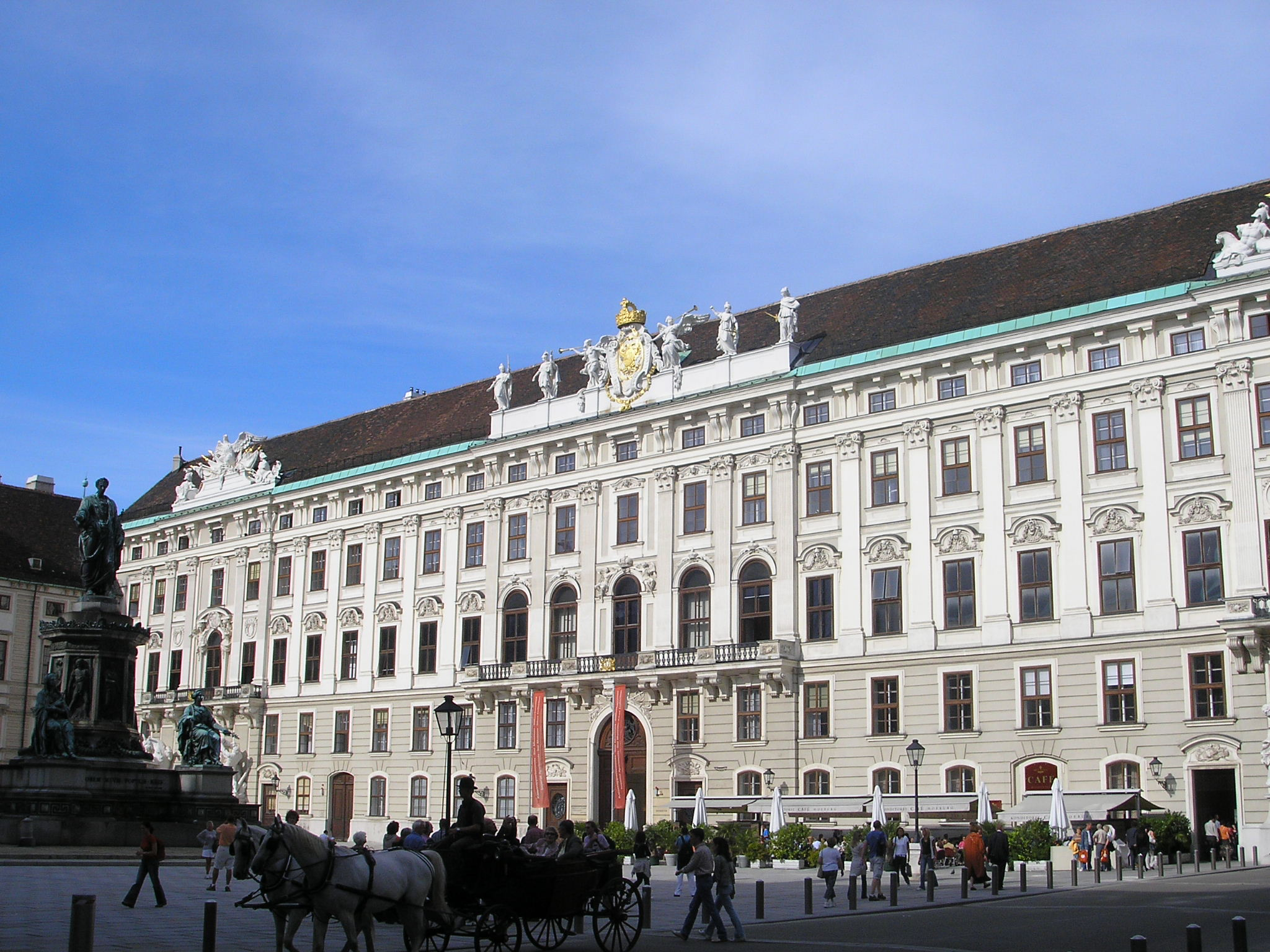
Conseil aulique à Vienne, jusqu'en 1806.

- Conseil aulique (en allemand : «Reichshofrat»): il était, dans le Saint-Empire, l'une des deux instances judiciaires suprêmes, à côté de la Chambre impériale (Reichskammergericht). Il était seul responsable des questions relatives aux fiefs impériaux, aux privilèges impériaux et aux droits de réserve[7]. Le conseil aulique et la chambre impériale tiraient leur compétence de l’empereur du Saint-Empire, qui était le seigneur de la cour suprême de l'empire. La noblesse impériale et les villes impériales ne pouvaient être poursuivies que devant les deux plus hautes juridictions. Citoyens, paysans et nobles médiats, par contre, devaient être poursuivis devant les tribunaux des princes et des villes dont ils étaient les sujets[8].

- Chambre impériale (en allemand : «Reichskammergericht»): était le sommet du pouvoir judiciaire au Saint-Empire romain germanique et le tribunal de dernier ressort outre le Conseil aulique. Elle a été fondée à la diète de Worms en 1495 et fut inaugurée le 31 octobre par Maximilien Ier, roi des Romains. En tant que cour suprême, la Chambre impériale était responsable du respect de la paix perpétuelle et avait pour tâche de régler les contentieux de façon juridique et non militaire. Elle a disparu avec la dissolution du Saint-Empire le 6 août 1806. Initialement, la chambre a eu son siège à Francfort-sur-le-Main, puis successivement à Worms, Augsbourg, Nuremberg, Ratisbonne, Spire et Esslingen am Neckar. Elle est restée à Spire de 1527 à la destruction de la ville par les troupes françaises au cours de la guerre de la Succession palatine en 1689. Elle a ensuite été installée en la ville impériale de Wetzlar jusqu'en 1806.

### Immédiateté impériale
L'immédiateté impériale (en allemand : «Reichsunmittelbarkeit») était un privilège féodal et un statut politique accordé par l’empereur du Saint-Empire à certaines villes, abbayes, principautés ou membres de la noblesse du Saint-Empire. Le terme immédiat signifie « sans intermédiaire ».
Pour reconnaître et affirmer l'immédiateté d'une ville ou d'une personne il faut:
- Que la ville, le fief ou la personne ne soit vassal de nul autre que de l'empereur
- Que la souveraineté ai été reconnue ou accordée par l'empereur
- Lors d'un anoblissement, que l'immédiateté soit clairement décrite ou accordée dans les lettres patentes

Si ces critères ne sont pas réunis, le territoire ou la personne sera considéré comme médiate. À noter que l'accès à la diète d'empire ou le paiement d'un impôt direct à l'empereur ne sont pas en soi une preuve d'immédiateté.

## Titres de noblesse

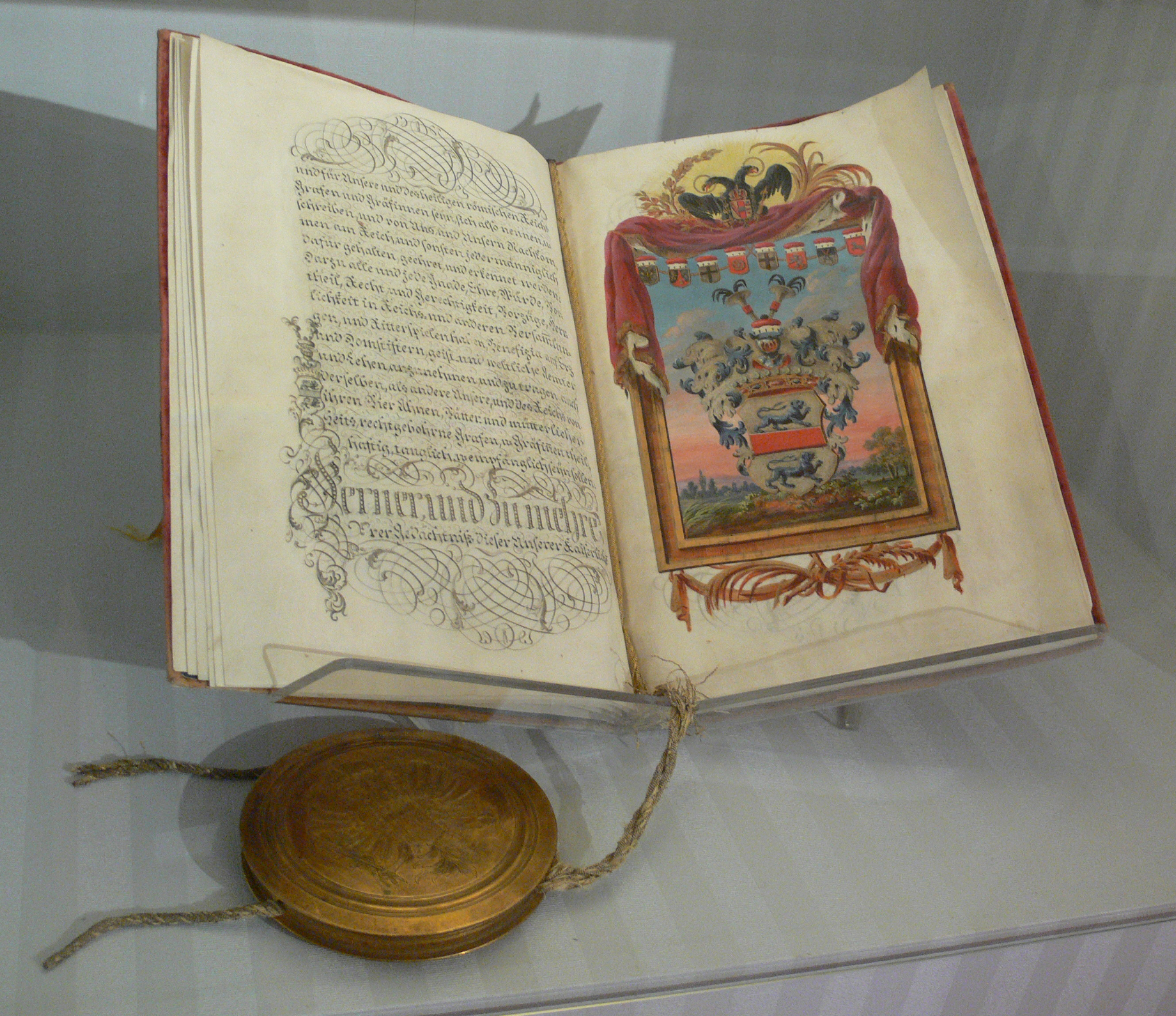
Lettre patente conférant le titre de «Comte du Saint-Empire» au baron Anton Schenk von Stauffenberg, par l'empereur Joseph II

Les titres de noblesse peuvent être divisés en quatre catégories: la Haute noblesse (en allemand : «Hochadel») et la petite noblesse (en allemand : «Nieder Adel») d’une part, la noblesse immémoriale (en allemand : «Uradel») et la noblesse d’anoblissement (en allemand : «Briefadel») d’autre part. Aux titres du Saint-Empire, les lettres patentes pouvaient également octroyer un prédicat honorifique. Pour se démarquer de la noblesse médiate, celle n'ayant pas reçu de titre au nom de l'empereur du Saint-Empire, ils ajoutèrent à leurs noms «et du Saint-Empire». Cette marque permettait la distinction entre les titres immédiats et médiats ainsi que de signifier leurs rangs de préséance qui prévalaient sur les autres nobles.
Celle dite « territoriale » est issue des États composant le Saint-Empire. Elle relève des princes locaux, et n'est donc pas directement aux ordres de l'empereur. De plus, les titres de cette noblesses, que seuls les princes électeurs peuvent accorder, ne seront d'abord valables et reconnus que dans leur province d'origine,. Plus étoffée que la noblesse impériale, elle possède plus de titres différents. Mais celle-ci se voit être inférieure en termes de préséance. En effet, un baron de l'empire possède un rang supérieur à un baron d'un État de l'empire. Ceci étant valable pour tous les titres. Vient ensuite la noblesse dite « mixte ». Ce sont des nobles qui possèdent des titres à la fois impériaux et étatiques. En soi elle n'a pas d'existence officielle ; par exemple, pour une personne qui appartient à cette noblesse, son interlocuteur s'adressera tantôt au membre du Saint-Empire, tantôt au noble territorial suivant le cas. On trouve enfin la noblesse impériale, qui elle, possède une reconnaissance et une préséance de rang dans tout l'empire. Elle est composée des personnes anoblies par l'empereur mais aussi par les souverains des États du Saint-Empire. Cette noblesse est reconnue dans toutes les provinces de l'empire, et en signe de supériorité, chaque titre possède un prédicat. Pour les comtes, par exemple, le prédicat est : "votre excellence".

### Haute noblesse

Couronne de prince

- Prince du Saint-Empire: La catégorie des princes du Saint-Empire regroupait en fait plusieurs cas différents : ceux qui l'étaient de droit et ceux qui l'étaient directement. Les souverains des territoires de l'Empire étaient considérés de droit comme princes d'Empire. Ainsi les burgraves, margraves (marquis), landgraves, comtes palatins et ducs régnants n'existaient pas en tant que tels dans la hiérarchie des titres du Saint-Empire. On y trouvait également les princes -évêques, -abbés et -prévôts qui étaient également princes de l'Empire de droit. Enfin toutes les personnes anoblies  par l'empereur et qui ont reçu directement ce titre avec un territoire ou seulement attaché à leur nom de famille.

- Comte du Saint-Empire (régnant)

### Petite noblesse
- Comte du Saint-Empire (titulaire)
- Baron du Saint-Empire : Le mot Freiherr (baron) remonte à la fin du moyen-âge, il vient de l'allemand vrīherre et signifie « seigneur libre ». Appartenir à la noblesse était presque toujours associé à la propriété foncière et à la domination territoriale. Jusqu'au XIVe siècle, il n'y avait toujours pas de barrière entre la haute et la petite noblesse ; ainsi les comtes et barons en tant que dirigeants territoriaux étaient presque égaux aux princes impériaux. Les barons du Saint-Empire étaient soit les propriétaires de baronnies désignées comme immédiate ou ayant été anobli par lettres patentes par l'empereur. Les propriétaires de baronnies immédiates étaient libres d'exercer leur pouvoir sur leurs territoires et le titre se transmettait selon le droit d’aînesse. Pour les anoblis, le titre pouvait ériger une terre en une nouvelle baronnie immédiate ou était en fait le plus souvent lié a un nom sans association de fief. Ce qui n’empêchait parfois pas en cas d'acquisition d'un fief, qu'il puisse devenir immédiat ; ce qui devait être confirmé et accordé par l’empereur. Les barons se nommaient : Jean baron de x et du saint empire. Le titre s'interposait entre le prénom et le nom.

- Chevalier du Saint-Empire : Le titre de chevalier (Reichsritter) n'a fait partie que très tardivement de la hiérarchie nobiliaire et ainsi, demeure un titre un peu à part avec un statut particulier. Les chevaliers impériaux sont des nobles qui ont acquis « l'immédiateté » ; et pour se distinguer des nobles médiats, ils se donnèrent le titre de chevalier. S'ils existent depuis le XIVe siècle, ils n’obtinrent la reconnaissance officielle de leur statut de Chevalier par l'empereur, qu'en 1577[17]. Ils tiennent de lui des privilèges importants et le servent dans la cavalerie sur le champ de bataille. Les souverains locaux ne pouvaient s'interposer entre eux et l'empereur. Un Chevalier du Saint-Empire n'est guère comparable à son homologue français tant les pouvoirs et prérogatives sont importants pour le premier. L’élément qui classe ce titre à part, est le fait que, malgré l'immédiateté qui lui était accordé, il ne donnait pas accès à la diète d'empire[18]. Ce qui est le seul et unique cas dans la noblesse du saint empire. Également, il ne possède pas de couronnes héraldique propres: dans leurs armoiries les chevaliers portent en général, soit la couronne de noblesse à feuilles et à perles, soit, un peu moins fréquent, le tortil, ou plus rarement encore, les deux simultanément[19].

## Les noblesses au sein de l'empire
Il existe quatre types de noblesse au sein de l'empire,.
- La noblesse impériale immédiate
- La noblesse impériale dite "honorifique"
- La noblesse mixte
- La noblesse médiate des États de l'empire

## Noblesse impériale

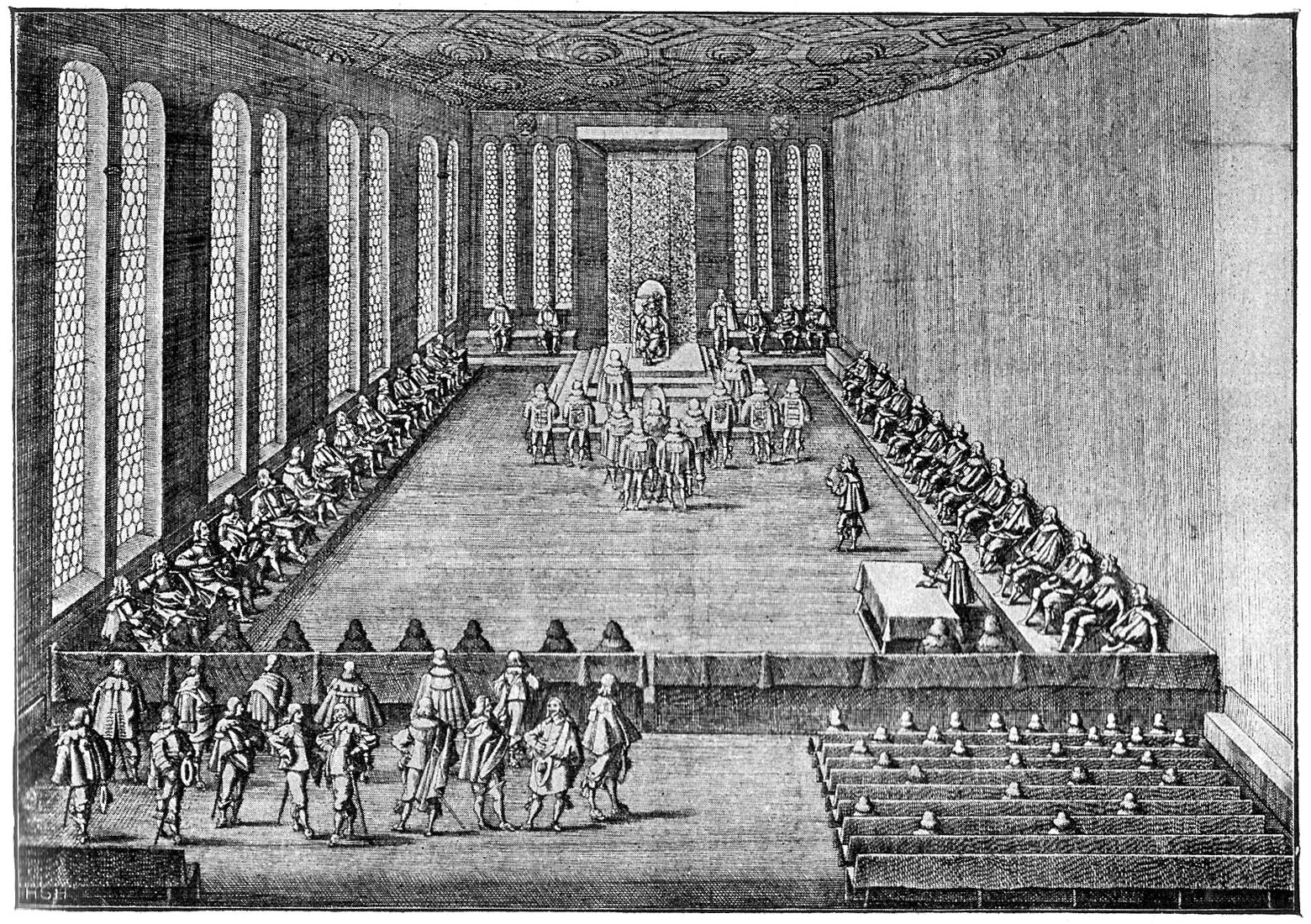
Diète impériale de Ratisbonne en 1640, d'après une gravure de Matthäus Merian

Contrairement à une idée assez répandue, un titre accordé par l'empereur, même élevé comme celui de prince, ne suffit pas pour prétendre bénéficier de l'immédiateté. Ainsi, la noblesses impériale se divise en deux catégories qui sont aussi deux rangs hiérarchiques:
- La noblesse immédiate
- La noblesse honorifique

Les titres souverains sont, soit accordés à la base par l'empereur (chevalier, baron, comte et prince) ou, sont reconnus par lui quand le territoire fait partie de l'empire (ex: Landgrave, duc, électeur, etc.). L'immédiateté est toujours liée à la souveraineté, soit l'anoblissement octroie l'immédiateté aux possessions actuelles ou futures de l'individu, soit ce dernier acquiert un territoire déjà reconnu comme immédiat. Un landgrave héréditaire de l'empire était membre de la noblesse du Saint-Empire en tant que souverain d'un État sous le titre de "prince du Saint-Empire"; même si initialement il n'était pas créé par l'empereur. Ce qui était également le cas des autres souverains dans l'empire comme les marquis, burgraves, palatins et ducs qui sont automatiquement intégrés à la hiérarchie nobiliaire du Saint-Empire en tant Prince d'empire  et non sous leur titre initial. Ces titres souverains étaient supérieurs en préséance sur la catégorie suivante et forment la noblesse d'empire immédiate. Ceci explique que la hiérarchie des titres du Saint-Empire est moins fournie que celle du monde germanique en général.
Les titres honorifiques (noble, chevalier, baron, comte et prince) sont rattachés a un nom et peuvent être personnels ou héréditaires. Ils sont conférés exclusivement par l'empereur par lettres patentes. Cette noblesse est la plupart du temps médiate et se résume à un simple octroi de titre, également reconnu dans tout l'empire.
Ainsi par exemple pour un titre de baron on comptera trois rangs au sein de l'empire: 
1. *Baron de l'empire souverain
2. *Baron de l'empire honorifique
3. *Baron territorial médiat

Mais plusieurs autres facteurs entrent en compte. La noblesse du Saint-Empire est un monde hétéroclite complexe dans lequel s'enchevêtrent plusieurs groupes: Haute et petite noblesse, noblesse médiate et immédiate, noblesse personnelle ou héréditaire, noblesse d'extraction et noblesse par anoblissement et noblesse qui donne accès ou non à la diète d'empire. Toutes ces catégories influent sur les titres, leurs valeurs et leurs prérogatives créant ainsi une structure nobiliaire très complexe parfois floue. Par exemple un prince fraîchement anobli dont le titre est personnel aura nettement moins de poids et de prestige qu'un baron héréditaire de la noblesse d'extraction. Cela devient encore plus flou lorsqu'il s'agit de la noblesse mixte qui peut posséder des titres très différents de la noblesse d'empire et territorial. Néanmoins le critère le plus important reste celui de la médiateté et de l'immédiateté. Sans être non plus automatique, la haute noblesse est souvent immédiate : elle relève donc directement de l'empereur et possède des droits régaliens et des pouvoirs presque étatiques : droit de justice, de lever des armées, de lever des impôts, de battre monnaie et de choisir sa religion. Aucun organe ou autorité ne peut s'interposer entre eux et l'empereur. Elle a également accès à la diète d'empire. C'est d'ailleurs cette configuration en réseau de micro-États qui permettra la protection, puis l'expansion du protestantisme. La haute noblesse comprend les titre de roi, princes; ducs, archiduc et comtes. La petite noblesse (barons, chevaliers, nobles libres et sans titres) est elle-même est le plus souvent médiate et n'a pas accès à la diète d'empire. Si initialement les premiers barons du Saint-Empire étaient tous immédiats, le titre tendra à devenir de plus honorifique au fil des anoblissements. Les chevaliers font un peu exception car sont, comme la haute noblesse, en grande majorité immédiats. Les nobles libres, un peu plus rares mais de même rang que les chevaliers, se voient confiés souvent l'immédiateté malgré la fréquente absence de souveraineté. Leur immédiateté est attachée à leur nom mais peut devenir une réalité territoriale en cas d'acquisition d'un fief, ce titre était souvent un premier pas dans la noblesse impériale. Les nobles sans titres, bien souvent cadets de grandes familles, sont eux toujours médiats. Bien que tenant également leur noblesse de l'empereur, ils dépendent de leur souverain local. À la différence de la noblesse étatique, ils possèdent certains recours devant l'empereur en cas de litiges avec leur souverain. Les Nobles immédiats n'étaient justiciables que devant la Chambre impériale,et le Conseil aulique.

## Transmission de la noblesse
Là aussi le Saint-Empire recèle plusieurs cas de figure dans le domaine transmission du titre. Il y a d'abord les titres concédés à titre personnel et non héréditaire. Le titre de l’anobli disparaîtra à sa mort, il n y aura en principe pas de "de" (von) dans son nom de famille qui représente habituellement un lien a une terre ou un fief: Comte Jean X et du Saint Empire. Il peut arriver que la famille et les héritiers d'un titre personnel se voient quand même octroyer le statut de "noble"; et sont intégrés à la noblesse sans titre du saint-Empire. Pour celui qui le possède de façon héréditaire (ce qui était le plus souvent le cas), rien n'empêche plus tard au possesseur du titre, de l'associer au nom de leur terre en y ajoutant un « von ». Dans le cas d'un titre associé à un fief ou une terre, le fief revenait à l’aîné mais en cas d'absence d’héritier mâle, le fief pouvait éventuellement passer dans une branche féminine.
Contrairement à la transmission des titres de noblesse en France, par ordre de primogéniture des mâles, les titres de noblesse du Saint-Empire étaient transmissibles à tous les membres de la famille noble, quel que soit l'ordre de naissance. En cas d’extinction de toutes les lignes masculines d’une maison, la succession passait généralement à l’aînée des filles de la ligne la plus proche du défunt et redevenait ensuite masculine dans la descendance de l’héritière qui reprenait souvent le nom et les armes de la maison éteinte.
Dans le Saint-Empire, la transmission est toujours déterminée par les lettres patentes qui sont alors supérieures aux traditions locales ou régionales de succession. L'empereur avait le choix de donner les caractéristiques qu'il voulait aux titres qu'il accordait, ainsi que de donner des modalités précises de succession selon sa volonté et sans forcément tenir compte des coutumes locales.

## Nom et particule
Comme en France, la particule dans le Saint-Empire n'est pas une preuve d'appartenance à la noblesse, ni son absence pour prétendre l'inverse. Mais dans le cas d'un titre associé à une terre, elle était incontournable. Le "von" représentait une attache ancienne voire immémoriale à la terre, alors que le "zu" marquait un changement de terre ajouté au nom ou une acquisition récente. Dans un même titre on pouvait trouver ensemble "von" et "zu" pour montrer l'ancienneté de l'attache à une terre par rapport à une seconde.
Il y eut aussi beaucoup de familles nobles qui ne portaient pas de particule « de » dans le nom parce que celui ci ne provenait pas d'une propriété et donc d'un nom de lieu. En règle générale, ils venaient de la ministérialité et étaient anoblis pour services rendus, et leur titre était simplement attaché à leur nom de famille . Plus tard, ils ont parfois associé leurs noms à celui de leur propriété pour afficher leur noblesse (par exemple, Fuchs von Bimbach, Riedesel d’Eisenbach, Rabe von Pappenheim ). Dans le monde germanophone, il pouvait même arriver que ces familles ajoutent un prénom au nom de famille comme B. Levin Ludwig Hahn; quand celui ci n'avait pas de particule. Dans la noblesse du Saint-Empire, plus particulièrement germanophone, la possibilité d'ajouter le nom de sa terre à son nom ou le prénom du premier de la lignée à son nom était relativement libre.

## Hiérarchie des titres
| Titre                       | Traduction     | Prédicat                  | Type              | Accès à la diète d'empire        | Association du titre |
| --------------------------- | -------------- | ------------------------- | ----------------- | -------------------------------- | -------------------- |
| Empereur                    | Kaiser         | Votre Majesté impériale   | -                 | Oui                              | Saint-Empire         |
| Roi                         | König          | Votre Majesté             | Immédiate         | Oui                              | Royaume              |
| Archiduc                    | Erzherzog      | Votre Altesse impériale   | Immédiate         | Oui                              | Héritier d'Autriche  |
| Duc                         | Herzog         | Votre Altesse             | Immédiate         | Oui                              | Nom ou fief          |
| Prince électeur             | Kurfürst       | Votre Altesse             | Immédiate         | Oui                              | Électorat            |
| Prince du Saint-Empire      | Reichsfürst    | Votre Altesse sérénissime | Immédiate/médiate | Oui si souveraineté territoriale | Nom ou fief          |
| Comte du Saint-Empire       | Reichsgraf     | Votre Excellence          | Immédiate/médiate | Oui si souveraineté territoriale | Nom ou fief          |
| Baron du Saint-Empire       | Reichsfreiherr | Votre Excellence          | Immédiate/médiate | Oui si souveraineté territoriale | Nom ou fief          |
| Chevalier impérial          | Reichsritter   | Votre Excellence          | Immédiate/médiate | Non                              | Nom ou fief          |
| Noble libre du Saint-Empire | Edelfrei       | Votre Excellence          | Immédiate         | Non                              | Nom ou fief          |
| Noble sans titre            | Landmann von   | Herr                      | Médiate           | Non                              | Fief ou terre        |